# Ludvig Colding
Pour les articles homonymes, voir Colding.
Ludwig August Colding (né le 13 juillet 1815 à Holbæk – mort le 21 mars 1888 à Frederiksberg) est un ingénieur des travaux publics danois. Contemporain de James Prescott Joule et de Julius Robert von Mayer, ses recherches préfigurent le principe de conservation de l'énergie.

## Biographie
Fils d'un officier de marine danois retiré dans l'agriculture, il grandit dans une famille très pieuse. Les bouleversements politiques traversés par le Danemark pendant la période du blocus continental et à la chute du Premier Empire ne lui permettent pas de bénéficier d'une scolarité régulière ; mais le physicien Hans Christian Ørsted est un ami de la famille : il fait entrer le jeune Ludvig comme apprenti à Copenhague, tout en lui enseignant des rudiments de science. Il convainc son élève de s'inscrire en 1836 à l'Institut Polytechnique de Copenhague et subventionne sa formation. En 1839, Hans Christian Ørsted engage Ludvig Colding comme assistant, afin de l'aider à mesurer l'échauffement par la mise en pression de l'eau.
Ludvig Colding obtient son diplôme en 1841 et est enseignant avant d'être nommé conducteur des ponts et chaussées à Copenhague en 1845. Promu ingénieur en 1857, il supervise plusieurs projets d'aménagement immobilier, de voirie, d'éclairage public et d'assainissement. Il prend sa retraite en 1886 et meurt peu après.

## Œuvre scientifique
Ludvig Colding consacrait ses loisirs à des recherches de physique, allant de la mécanique des fluides (hydrologie, océanographie et météorologie) à l'électromagnétisme en passant par la thermodynamique. Il est l'un des principaux fondateurs du Danmarks Meteorologiske Institut (1872) ; mais il reste surtout pour sa formulation d'un « principe de préservation des forces de la nature », prolongement tardif du principe de D'Alembert et de la notion de quantités de mouvements gagnées ou perdues. Les idées de Ludvig Colding en physique se fondaient sur la Naturphilosophie qu'Œrsted lui avait inculquée.
Grâce aux recommandations d'Œrsted, l'Académie royale danoise des sciences et des lettres finança ses expériences, dont les résultats furent publiés en 1847. Dès 1850, Colding avait obtenu une première estimation de l'équivalent mécanique de la chaleur, inférieure de seulement 14% à la valeur admise aujourd'hui (4.1860 J·cal−1) ; Joule avait mesuré 4.159 J·cal−1. De nouvelles vérifications de Colding le menèrent à publier en 1852 une valeur précise à 3 %.
Le physicien français Bouasse lui a rendu hommage dans un essai historique, « Introduction à l'étude des théories de la Mécanique » (1894). Il y affirme (sans preuve) que ses travaux ont inspiré de manière essentielle les idées de Robert-Mayer sur l'équivalence chaleur-travail mécanique.

## Œuvres
- 1856 : Nogle Saetninger om Kraefterne, Copenhague, B. Lunos bogtrykkeri, 20 p. (BNF 30256082, DOI 10.48563/dtu-0000015, lire en ligne).
- 1856 : Scientific reflections on the relationship between intellectual life’s activity and the general forces of nature[6]
- 1863 : On the History of the Principle of the Conservation of Energy, Philosophical Magazine, Series 4, 27: 56–64 via Biodiversity Heritage Library
- 1871 : « On the Universal Powers of Nature and their Mutual Dependence », The London, Edinburgh, and Dublin Philosophical Magazine and Journal of Science, 4e série, vol. 42, no 277,‎ juillet 1871, p. 1-20 (ISSN 1941-5982, OCLC 7317545506, DOI 10.1080/14786447108640527 , lire en ligne).